# Glyphodes actorionalis
Glyphodes actorionalis är en fjärilsart som beskrevs av Walker 1859. Glyphodes actorionalis ingår i släktet Glyphodes och familjen Crambidae. Inga underarter finns listade i Catalogue of Life.